# 占卜
占卜（英語：Divination）是藉由所謂超自然或以術數運算方法來推測未來或探究事物的神祕學活動，但是占卜也有部分爭議，有部分人認為占卜是不合理的，都是沒有根據的騙術。一項始於1958年、針對2000多名在英國倫敦一帶出生且出生時間彼此只差幾分鐘的人做的長期追蹤研究顯示，這些人彼此間在性格、職業、智能、焦慮等級、各項技能的能力各方面的表現，皆不相似，而根據占星術的理論，這些人在這些方面應該彼此會非常相似；另外對於700多名占卜師的研究顯示，儘管這些占卜師對自己的預測相當有自信，但他們的預測結果並不優於亂猜所得到的結果。

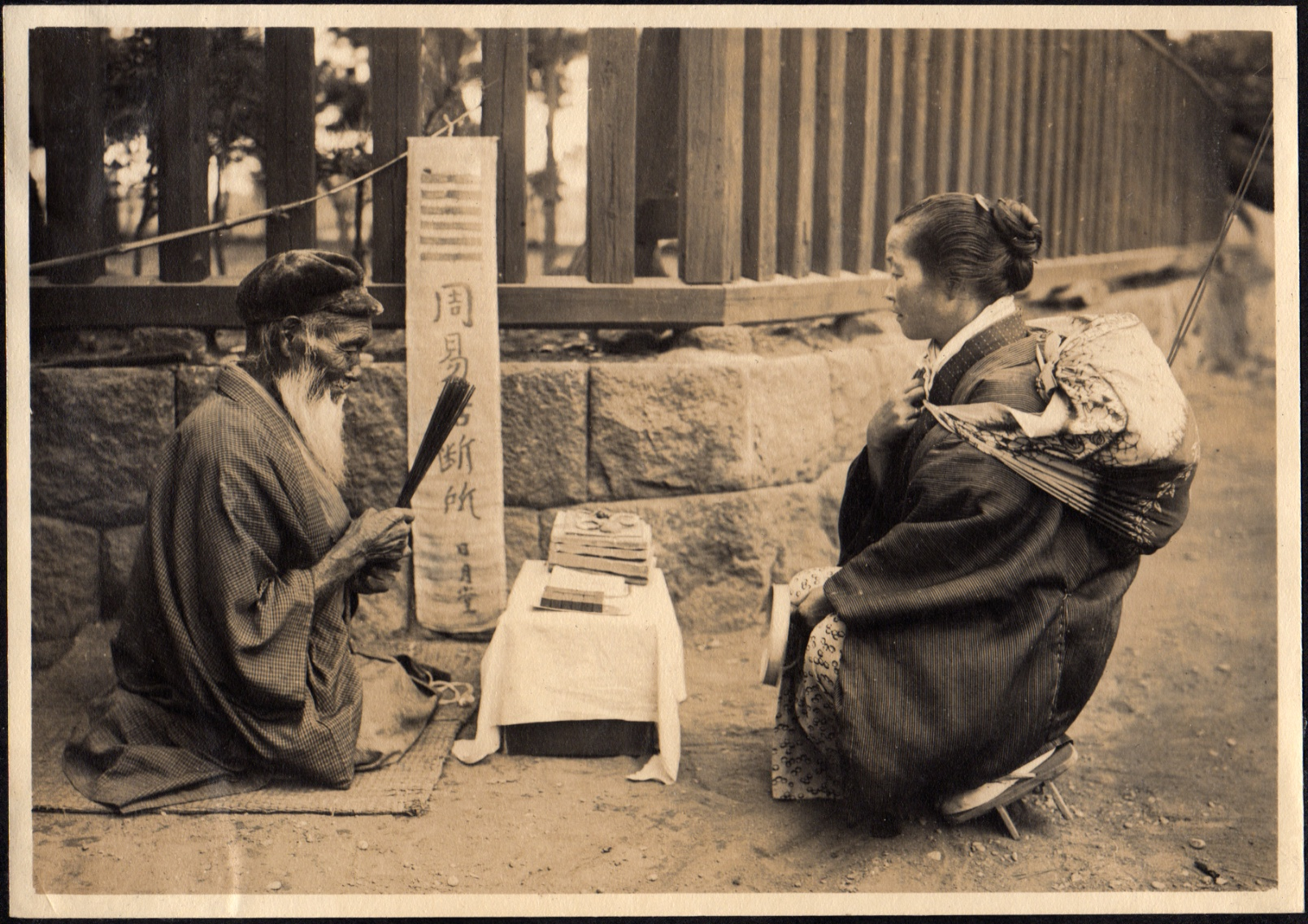
日本大正時代的占卜師

另一方面，研究顯示，人們在面對未知壓力時會變得較為迷信，因此更可能尋求占卜等被視為迷信的手段來解決問題；此外，幾乎所有的社會都有某種形式的占卜，可以說碰到問題時求神問卜是普世文化現象，是所有社會當中都存在的一種迷信。又或者，占卜亦有觸機之概念，因此不同人在不同時空，遇到的占卜師，得到的結果亦可相異。

## 概述
原始民族對於事物的發展缺乏足夠的認識，因而藉由自然界的徵兆來指示行動。但自然徵兆並不常見，必須以人為的方式加以考驗，占卜的方法便隨之應運而生。占卜是由外界事物的動向和變化向非人的靈體探詢想要知道的事物。它和預言不同的地方在於，通常會出現模稜兩可的答案，讓占者去找出一種合理的解釋。
與算命不同的是，占卜具有儀式性或社會性的特色，通常與宗教有關；相對來說，算命大多是服務個人的日常活動。占卜常常被人質疑只是一種迷信。然而，擁護者會說有許多奇聞軼事來證明占卜的效力，其中並不乏聰明當世的大學者或士大夫。占卜是一種普世文化現象，人類學家發現從古代到現在都可以在宗教與文化中發現占卜的存在。不過，基督教《聖經》中說占卜是被上帝嚴格禁止的，佛教中也有与基督教类似的提法，唯措辞不如前者严厉；但事实上，社会中假借宗教名义进行的占卜和类似占卜的活动屡见不鲜。中國宋代士大夫在各類活动中频繁利用占卜，其風氣達於鼎盛。

## 占字源流
在古汉语中“占卜”的“占”是指蓍占，“卜”是指龟卜，蓍占和龟卜都是中国远古时的占卜方法，其中龟卜的历史更为久远，但原法已经失传，殷墟甲骨文即是龟卜存在的直接考古证据；蓍占因为记录于《繫辭》，其方法得以保存至今。

## 占卜與科學
中国自古就有天人合一的哲学思想，中国人认为人事的兴衰可以通过自然的变化表现出来，并在占卜的过程中被捕捉到。一方面，占卜是一种神秘主义，而另一方面，则是各种自然科学经验的实际应用。
虽然占卜本身也可以用于找出已经发生但因条件限制而不能直接获取的信息，但多数人似乎对用它进行针对未来的探究更感兴趣。即如《说卦》所云：“数往者顺，知来者逆，故《易》逆数也。”
科學可以對已經發生的天氣現象作出量度，從而成功預測未來會發生的天氣變化，例如說日食、天氣預告與火山爆發等，然而這些根本不是占卜。嚴格來說，占卜預設了某種超自然力量或命運會造成的影響，而科學預測則是仰賴科學法則、無感情的唯物辯證，並且重複操作的機械化方式。因此，從操作的定義上而言，所有採用非科學方法去進行預言的活動，都可以說是占卜。
除了奇聞軼事這種簡單的解釋外，也有一些嚴肅的理論在探討占卜是如何運作的。其中一個帶有經驗主義科學基礎的理論，是立基於潛意識之上。根據這個理論，占卜是一種對潛意識中帶有的訊息進行解碼的過程。而相信這些訊息的來源是超自然或神秘力量，則是這個理論和科學解釋之間的差異所在。

## 占卜的分類
Julian Jaynes将占卜划分为下面几类：
- 预测及预测学：最原始，最笨拙，但是也最持久不衰的方法是对一系列奇怪事件的记录。”（1976年：236）中国古史总是记录下那些古怪事情的发生过程，自然变化和其他的信息，中国古代政府机构就依此来预测远期的战略问题。现代科学也有很多就是从这些“占卜”中来的。李約瑟的研究认定如此。

- 抽签：这可以用木棍、骨头、石头、豆子等东西来制作。现代的棋牌类游戏就是从这些“占卜”发展而来。

- Augury.：是提供预测的占卜，可以是定性的（如形状、接近某事等）。探矿（用棍子占卜）由此发展而来。古代罗马时期的伊特鲁里亚文明中使用祭牲剖肛占卜术（实际是一种Extispicy），僧侣要检验献祭的肉类是否新鲜。

- 自由派占卜：没有特定方法的占卜方式，实际上是其他占卜方法的衍生。启示来自于占卜者偶然看到和听到的东西。一些基督徒和其他一些宗教使用《圣经》卦来占卜，他们问一个问题，抢夺圣书，或者用来启示去未知的地方。其他的比如说望气和新世纪的风水，像直觉和道符。

最为普遍的还是占星术，一般分为印度占星术或吠陀星占（Jyotish），西方占星术和中国占星术，除了这三个派系，许多文明还有他们自己的占星法。

## 占卜的流派
在中国，占卜可以有下列方法：

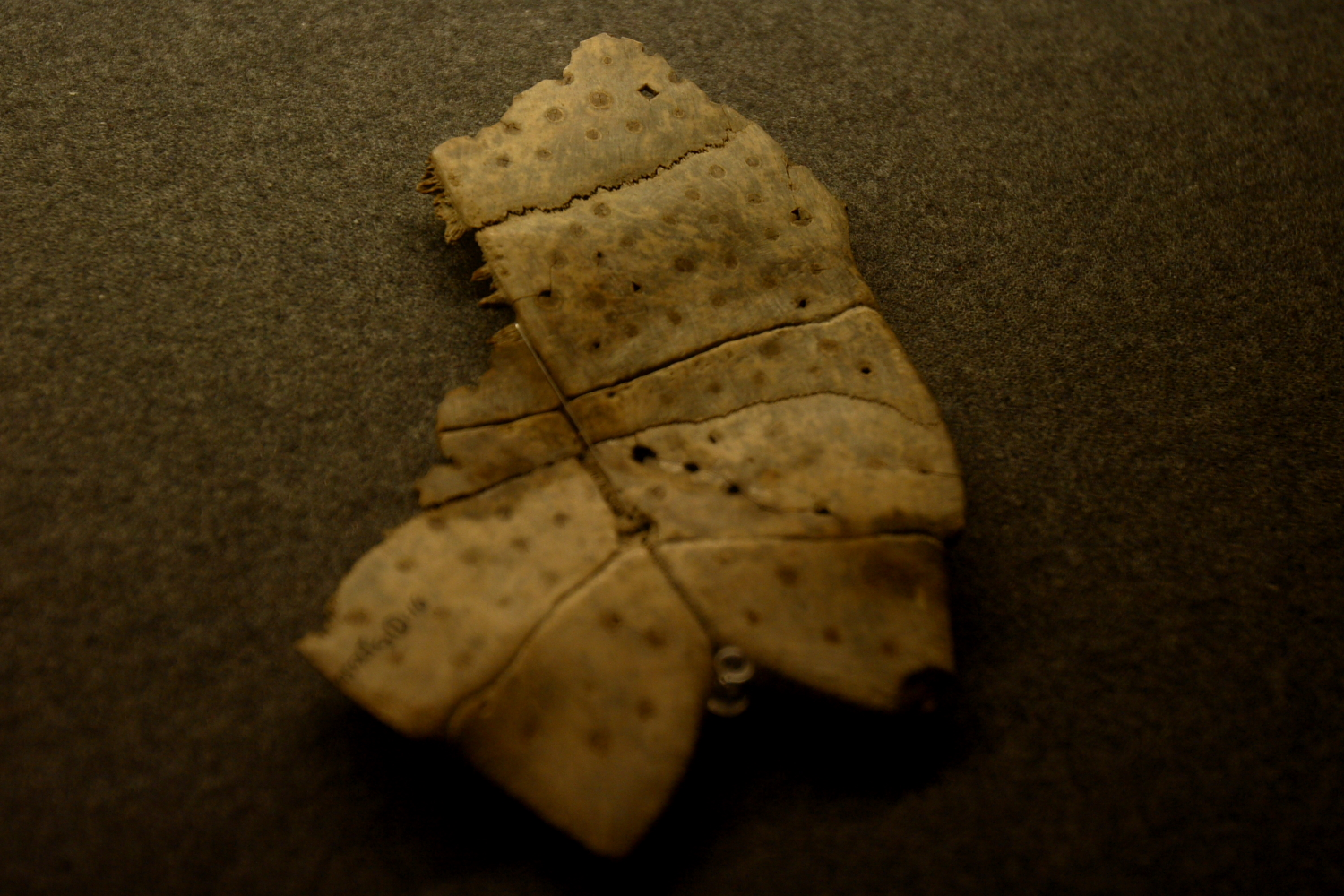
在金沙遗址出土的卜筮用的龟甲

- 卜筮：指用龟甲，蓍草等工具透過八卦预测某些事项，不同的时代使用的方法有不同，历代也有创新，比如据传东方朔的《灵棋经》就是用特制的棋子和特殊的口诀来预测。
- 相术：指对人的神态，气质，面目，身体部位等的观察来预测祸福吉凶和各种事务。
- 占星：占星在中国被称为七政四餘，主要是可以昭示国家的安危，君主的祸福，天下安定与否。早期与天文联系紧密，后来逐渐分离。
- 扶乩：指利用一個繫有柳筆的筲箕，由扶乩人透過儀式，所謂「通達神明」，將神明之訊息寫在沙盤上。
- 求签：在廟宇中向神明稟報自己所遭遇之問題後，索取代表神意的文字、詩詞（俗稱籤詩），也可以利用擲筊作為確認。
- 測字：占卜師利用來問事者報上或手寫的漢字，測算問題的吉凶。
- 星命：用生辰八字地理方位等与自然相象进行比拟预测。
- 占梦：依据梦里的情况，借用自然或其他的人事进行类比，得出一些预测结果。
- 望氣：利用天空等表现出来的色彩等情况，主要用来预测战争的情况，在古代的军事著作中，这样的章目必不可少。
- 音律：利用声音等的表现来预测或说明人间事务。
- 符瑞：根据不同寻常的事物来预测吉凶和国家祸福，通常会被人利用，比如陈胜、吴广的大澤之變等。
- 童谣：汉代认为童谣可以预测吉凶祸福，所以在三国演义中会有不少这样的预测事例。一般被归入谶纬中的谶言一类。

## 占卜法
可以占卜的途径有星、气、盐、书籍、镜子、公鸡或鸚鵡等动物等等。
在中国，占气可以利用的事务设计可以想到的任何东西，天文地理，九州八卦，生老病死，兴衰成败都是可以用的。

## 延伸阅读
[在维基数据编辑]
 《欽定古今圖書集成·博物彙編·藝術典·卜筮部》，出自陈梦雷《古今圖書集成》
 《史記/卷128》，出自司馬遷《史記》